# Tichonow-Planke
Die Tichonow-Planke ist ein im mathematischen Teilgebiet der Topologie betrachteter spezieller topologischer Raum, der wegen seiner unerwarteten Eigenschaften oft als Gegenbeispiel dient. Dieser Raum ist nach dem russischen Mathematiker A. N. Tichonow benannt, der ihn 1930 konstruierte. Wegen der im Französischen verwendeten Transkription findet man auch den Namen Tychonoff-Planke. Zu seiner Konstruktion werden Ordinalzahlen verwendet. 

## Definition
Es seien {\displaystyle \omega } und {\displaystyle \omega _{1}} die kleinste unendliche bzw. überabzählbare Ordinalzahl. Weiter seien {\displaystyle [0,\omega ]} und {\displaystyle [0,\omega _{1}]} die Mengen aller Ordinalzahlen von 0 bis {\displaystyle \omega } bzw. {\displaystyle \omega _{1}}, versehen mit der Ordnungstopologie. Die Tichonow-Planke ist dann der Raum
{\displaystyle T:=([0,\omega _{1}]\times [0,\omega ])\setminus \{(\omega _{1},\omega )\}}
versehen mit der Teilraumtopologie der Produkttopologie. 

## Eigenschaften
- Die Tichonow-Planke ist als Unterraum des kompakten Hausdorffraums ein vollständig regulärer Raum.
- Die Tichonow-Planke ist ein lokalkompakter Raum, da er durch Entfernung eines Punktes aus einem kompakten Raum entsteht.
- Man kann zeigen, dass {\displaystyle T} nicht normal ist; die beiden disjunkten, abgeschlossenen Mengen {\displaystyle \{(\omega _{1},n);\,n\in \omega \}} und {\displaystyle \{(\alpha ,\omega );\,\alpha \in \omega _{1})\}} können nicht durch offene Mengen getrennt werden. {\displaystyle T} ist daher ein Beispiel für einen vollständig regulären, aber nicht normalen Raum.
- {\displaystyle T} ist Unterraum des kompakten und daher normalen Hausdorffraums {\displaystyle [0,\omega _{1}]\times [0,\omega ]}. Wir haben daher ein Beispiel für einen nicht-normalen offenen Unterraum eines normalen Raums. Da alle Unterräume vollständig normaler Räume wieder normal sind, ist {\displaystyle [0,\omega _{1}]\times [0,\omega ]} auch ein Beispiel für einen nicht vollständig normalen kompakten Raum.
- {\displaystyle [0,\omega _{1}]\times [0,\omega ]} ist nicht perfekt normal. Man kann zeigen, dass es keine stetige Funktion {\displaystyle f\colon [0,\omega _{1}]\times [0,\omega ]\rightarrow [0,1]} gibt mit {\displaystyle f^{-1}(\{1\})=\{(0,0)\}} und {\displaystyle f^{-1}(\{0\})=\{(\omega _{1},\omega )\}}. Das liegt daran, dass Nullstellenmengen stetiger, reellwertiger  Funktionen stets {\displaystyle G_{\delta }}-Mengen sind, was aber auf {\displaystyle \{(\omega _{1},\omega )\}} nicht zutrifft.